# Wolfgang Filc
Wolfgang Filc (* 30. August 1943 in Berlin) ist ein deutscher Hochschullehrer. Er ist seit 1981 Professor für Volkswirtschaftslehre, insbesondere Geld, Kredit und Währung, an der Universität Trier. Sein Forschungsschwerpunkt ist monetäre Makroökonomie.

## Leben
Er studierte von 1965 bis 1970 an der FU Berlin. Danach wechselte er als Wissenschaftlicher Mitarbeiter an die TU Hannover und wurde dort 1974 mit einer Arbeit zum Thema Zinsarbitrage und Währungsspekulation promoviert. 1980 erfolgte die Habilitation.
Filc war vom 1. Dezember 1998 bis zum 30. Juni 1999 unter Oskar Lafontaine und Hans Eichel Ministerialdirektor und Leiter der Abteilung „Internationale Finanz- und Währungsbeziehungen“ im Bundesministerium der Finanzen. Er ist Mitglied des Direktoriums für Empirische Wirtschaftsforschung und Vorsitzender des Aufsichtsrats der Triwo Aktiengesellschaft.

## Schriften
- Gefahr für unseren Wohlstand. Eichborn, Frankfurt 2001
- Mitgegangen – mitgehangen. Mit Lafontaine im Finanzministerium. Eichborn, Frankfurt a. M. 1999, ISBN 3-8218-1622-8.